# Gruene Hall
Le Gruene Hall est une salle de danse américaine située à New Braunfels, au Texas. Construit en 1878, cet ancien saloon est un Recorded Texas Historic Landmark depuis 1988. Il relève par ailleurs du district historique de Gruene, lequel est inscrit au Registre national des lieux historiques depuis le 21 avril 1975.